# Општина Сачелу (Горж)
Сачелу (рум. Săcelu) општина је у Румунији у округу Горж.
Oпштина се налази на надморској висини од 372 m.